# Потеку (Бузау)
Потеку (рум. Potecu) насеље је у Румунији у округу Бузау у општини Лопатари. Oпштина се налази на надморској висини од 750 m.

## Становништво
Према подацима из 2002. године у насељу је живело 102 становника, од којих су сви румунске националности.